# Центр мистецтв Крайстчерча
Центр мистецтв Крайстчерча (англ. Christchurch Arts Centre) — центр мистецтв, ремесел і розваг в Крайстчерчі, Нова Зеландія. Займає кілька будівель в стилі неоготики, що належали раніше Кентерберійському університету. Основні будівлі центру мистецтв були побудовані Бенджаміном Маунтфортом. Центр мистецтв Крайстчерча знаходиться у веденні Фонду з охорони історичних місць Нової Зеландії як об'єкт 1-ї категорії, з реєстраційним номером 7301. Унаслідок землетрусу 2011 року комплекс був закритий для відвідувачів. Відкриття комплексу буде здійснюватися поетапно, в процесі реконструкції, на яку буде витрачено близько 290 000 новозеландських доларів. Реконструкцію планувалося завершити в 2019 році.

## Використання
У центрі мистецтв розміщені спеціалізовані магазини, бари, кафе, ресторани, картинні галереї, театри й кінотеатри. На території центру діяла ярмарок вихідного дня, проводилися різноманітні фестивалі та заходи.
Театр «Court», професійний театр, заснований в 1971 році, розташовується на території центру мистецтв з 1978 року.
Неподалік від центру мистецтв на бульварі Вустер (англ. Worcester Boulevard) на честь дванадцяти знаменитих жителів Крайстчерча кінця XX століття встановлені бронзові бюсти, що утворюють композицію під назвою «Дванадцять місцевих героїв».

## Керування
У 1975 році, коли Кентерберійський університет остаточно переїхав у новий кампус в Іламі, був утворений довірчий фонд Arts Centre of Christchurch Trust. Права власності на деякі будівлі університету були передані Центру мистецтв у 1978 році.
Центр мистецтв Крайстчерча управляється опікунською радою. Станом на кінець листопада 2013 року його членами були:
- Джен Кроуфорд (англ. Jen Crawford), голова;
- Дін Сіммондс (англ. Deane Simmonds), заступник голови;
- Роб Голл (англ. Rob Hall), представник Фонду з охорони історичних місць Нової Зеландии;
- Маргарет Остін (англ. Margaret Austin), представник ЮНЕСКО;
- Джилліан Гілд (англ. Gillian Heald), представник Олімпійського комітету Нової Зеландии;
- Ерін Джексон (англ. Erin Jackson), представник Міської ради Крайстчерча;
- Паула Рігбі (англ. Paula Rigby), представник корінного населення Нової Зеландии;
- Скотт Маккрі (англ. Scott McCrea);
- Майкл Рондел (англ. Michael Rondel);
- Мартін Гедлі (англ. Martin Hadley), секретар, казначей.

## Пропозиція про будівництво консерваторії
У 2009 році виникла пропозиція про те, щоб віддати парковку на Герефорд-стріт під будівництво консерваторії для Кентерберійського університету. Ця пропозиція викликала серйозні суперечки. Прихильники цієї пропозиції говорили про те, що це пожвавить культурний район міста й підтримували відновлення Кентерберійського університету на його первісному місці. Опоненти, в свою чергу, вважали, що пропонована будівля порушить архітектурний стиль району і знизить цінність культурної спадщини. Висловлювалася також занепокоєння з приводу фінансування університетських потреб за рахунок міського бюджету.
Була утворена громадська організація Save Our Arts Centre (SOAC; укр. «Збережемо наш мистецький центр»), в якості представника якої виступала Ен Геркус. У підсумку пропозиція про будівництво консерваторії була відхилена.

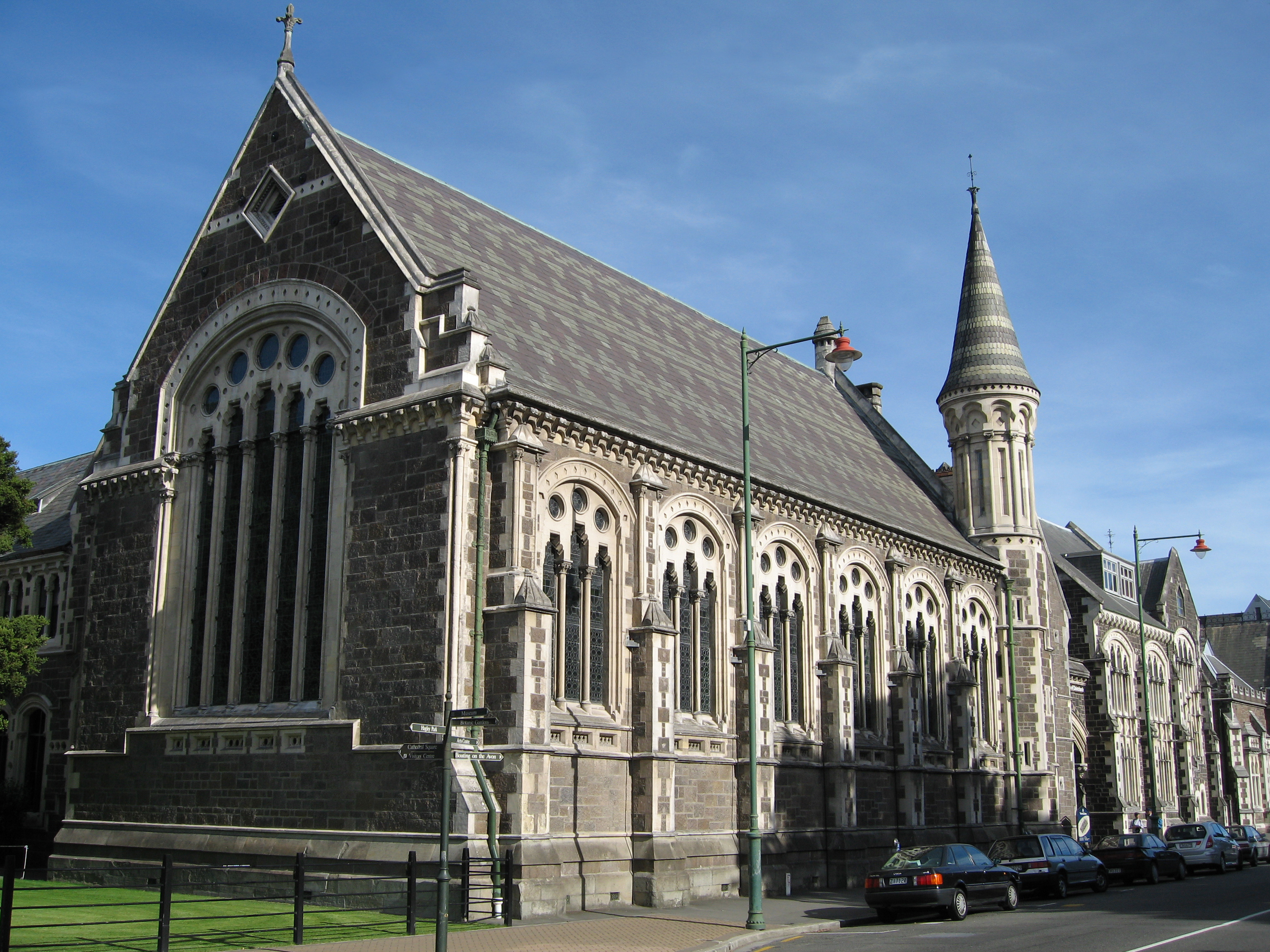
Велика зала (англ. Great Hall, 1882).
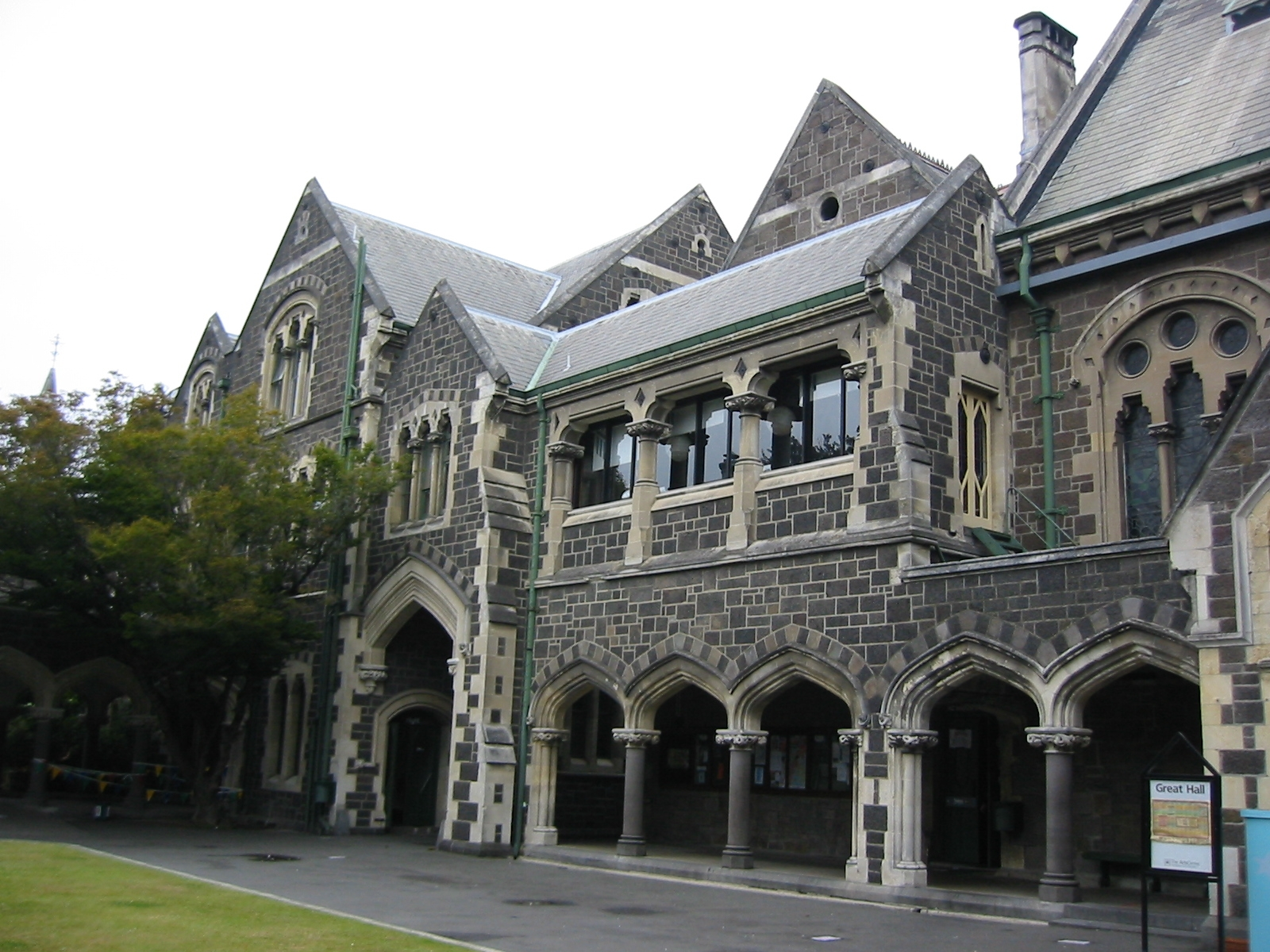
Вхід у Велику залу (англ. Great Hall).
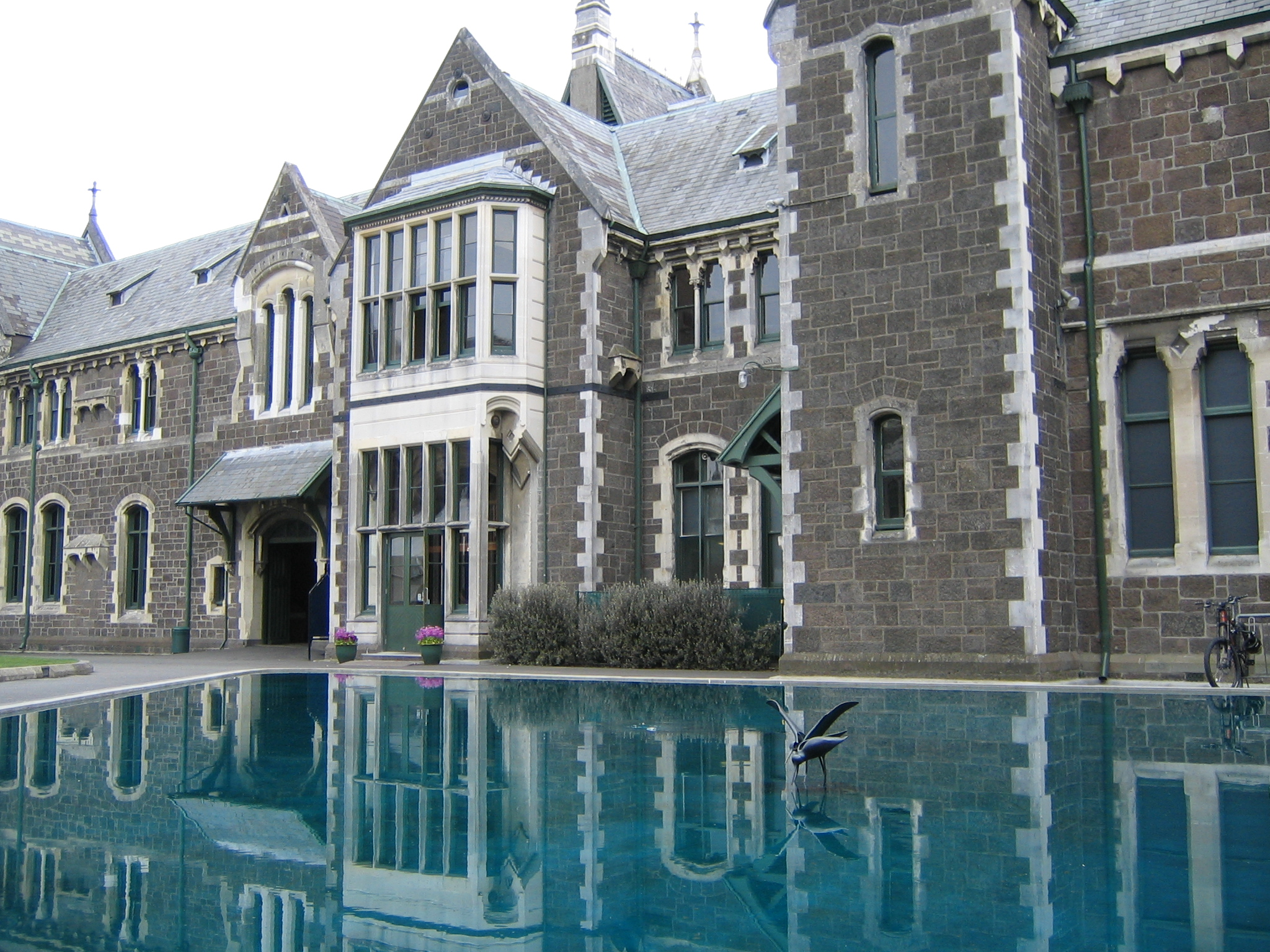
Ставок на території Центру мистецтв (англ. North Quadrangle, 1877).

## Землетрус 2010 року
Вранці 4 вересня 2010 року сильний землетрус завдав значної шкоди регіону. Будинки Центру мистецтв також постраждали; димоходи, що обвалилися, пошкодили Великий зал, обсерваторію й годинну вежу. Директор Центру мистецтв, Кен Франклін (англ. Ken Franklin), зазначив, що заходи, вжиті раніше для посилення будівель, можливо, допомогли запобігти більшої шкоди.

## Землетрус 2011 року
В результаті землетрусу 22 лютого 2011 року Центр мистецтв отримав серйозні пошкодження. Всі історичні будівлі й комплекс в цілому були закриті для відвідувачів на невизначений час. На території Центру мистецтв під час землетрусу не загинув жоден чоловік.
Станом на кінець листопада 2013 року більшість будівель планувалося відновити й відремонтувати, можливо, за винятком вежі обсерваторії, яка зруйнувалася повністю. Вартість реконструкції оцінювалася в суму близько 100 мільйонів новозеландських доларів. Реставраційні роботи планувалося завершити до 2019 року при загальній вартості проекту близько 290 мільйонів новозеландських доларів.